# Tasmannia
Tasmannia R.Br. ex DC. è un genere di piante legnose sempreverdi della famiglia Winteraceae diffuse nell'ecozona australasiana.
I membri della famiglia hanno generalmente cortecce e foglie aromatiche, ed alcuni vengono usati per estrarne oli essenziali. I frutti dal sapore piccante di queste piante sono utilizzati come condimento in Australia.

## Tassonomia
Le specie di Tasmannia erano in precedenza incluse nel genere Drimys, un genere correlato di winteracee native dell'ecozona neotropicale. Studi recenti hanno portato a dividere in due il genere, con le specie neotropicali che rimangono nel genere Drimys, e quelle dell'ecozona australasiana classificate in Tasmannia.
Il genere comprende le seguenti specie:
- Tasmannia acutifolia (Pulle) A.C.Sm.
- Tasmannia arfakensis (Gibbs) A.C.Sm.
- Tasmannia beccariana (Gibbs) A.C.Sm.
- Tasmannia brassii (A.C.Sm.) A.C.Sm.
- Tasmannia coriacea (Pulle) A.C.Sm.
- Tasmannia cyclopum (Diels) A.C.Sm.
- Tasmannia densifolia (Ridl.) A.C.Sm.
- Tasmannia dictyophlebia  (Diels) A.C.Sm.
- Tasmannia elongata (Ridl.) A.C.Sm.
- Tasmannia fistulosa  (Diels) A.C.Sm.
- Tasmannia glaucifolia J.B.Williams
- Tasmannia grandiflora (Ridl.) A.C.Sm.
- Tasmannia hatamensis (Becc.) A.C.Sm.
- Tasmannia insipida R.Br. ex DC.
- Tasmannia lamii  (Diels) A.C.Sm.
- Tasmannia lanceolata (Poir.) A.C.Sm.
- Tasmannia macrantha (A.C.Sm.) A.C.Sm.
- Tasmannia membranea (F.Muell.) A.C.Sm.
- Tasmannia microphylla (A.C.Sm.) A.C.Sm.
- Tasmannia montis-wilhelmi (Hoogland) A.C.Sm.
- Tasmannia myrtoides  (Diels) A.C.Sm.
- Tasmannia obovata (A.C.Sm.) A.C.Sm.
- Tasmannia oligandra (A.C.Sm.) A.C.Sm.
- Tasmannia pachyphylla  (Diels) A.C.Sm.
- Tasmannia parviflora (Ridl.) A.C.Sm.
- Tasmannia piperita (Hook.f.) Miers
- Tasmannia pittosporoides  (Diels) A.C.Sm.
- Tasmannia purpurascens (Vickery) A.C.Sm.
- Tasmannia reticulata  (Diels) A.C.Sm.
- Tasmannia rosea (Ridl.) A.C.Sm.
- Tasmannia rubiginosa (A.C.Sm.) A.C.Sm.
- Tasmannia stipitata (Vickery) A.C.Sm.
- Tasmannia vaccinioides (Ridl.) A.C.Sm.
- Tasmannia verticillata (Pulle) A.C.Sm.
- Tasmannia vickeriana (A.C.Sm.) A.C.Sm.
- Tasmannia xerophila (P.Parm.) M.Gray

### Alcune specie
Tasmannia lanceolata è un attraente arbusto che cresce fino a 3 m di altezza con una forma aperta, con foglie lanceolate verde scuro e fusti rossastri.  È diffuso in Tasmania, e dalla parte orientale dello stato Victoria e del Nuovo Galles del Sud al Queensland sud-orientale e nelle montagne del Queensland nord-orientale, dove cresce nelle foreste umide subtropicali e nelle aree umide delle foreste più secche, a fianco dei corsi d'acqua, fino a 1500 metri di altitudine.
Tasmannia purpurascens è un cespuglio o arbusto, alto da uno a tre metri e largo un metro e mezzo, endemico delle cime di Gloucester e di Barrington nelle tablelands centrali del Nuovo Galles del Sud, Australia, dove cresce abbondantemente nelle foreste umide di eucalipto sopra i 1300 s.l.m.